# Ottofritz Gaillard

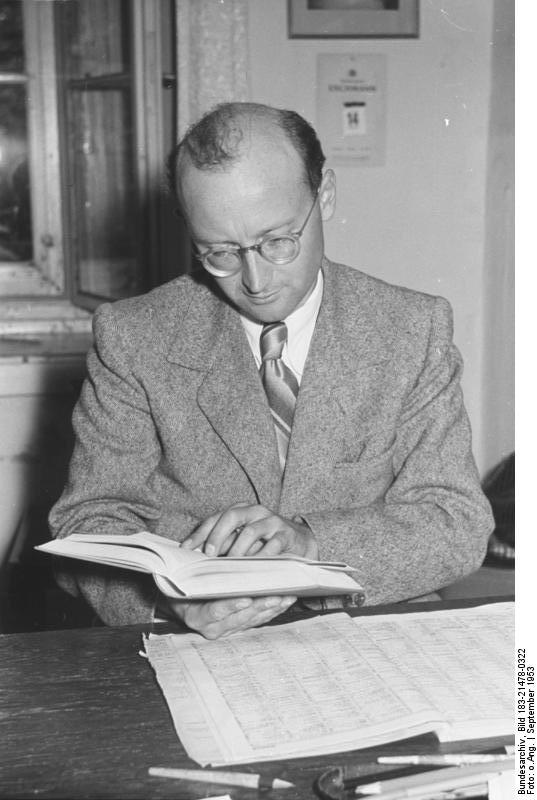
Ottofritz Gaillard
(September 1953)

Ottofritz Gaillard (* 22. Januar 1915 in Weimar; † 25. Mai 2006 in Berlin) war ein deutscher Regisseur.

## Leben
Ottofritz Gaillard studierte von 1934 bis 1939 in Berlin und Rostock Theaterwissenschaft, Germanistik, Musikwissenschaft und Kunstgeschichte. Gleichzeitig erfuhr er eine Bühnenausbildung zum Regisseur.  1941 promovierte er in Rostock (Hans Rehberg, der Dichter der „Preussendramen“) zum Dr. phil. Während des Zweiten Weltkriegs war er als Soldat auch in Frankreich stationiert, wo er sich intensiv mit dem französischen Theater vertraut machen konnte. Darüber hinaus hatte er dort Gelegenheit, Bücher über das sowjetische Theater zu erwerben, deren Studium die Grundlage des von ihm 1946 veröffentlichten Deutschen Stanislawski-Buches bildete.   1947 beschloss die Staatliche Hochschule für Musik in Weimar mit Zustimmung der SMAD, ihre von Ottofritz Gaillard, Maxim Vallentin und Otto Lang  1946 gegründete Schauspielabteilung zu einem „Institut zur methodischen Erneuerung des deutschen Theaters“ auszubauen, aus dem zwei Jahre später das  Deutsche Theater-Institut Weimar Schloss Belvedere hervorging. Nach dessen und der Auflösung der Leipziger Schauspielschule wurde Ottofritz Gaillard Leiter der Schauspielabteilung der neu gegründeten Theaterhochschule Leipzig. Ab 1956 arbeitete er als Regisseur am Staatstheater Dresden, am Maxim-Gorki-Theater Berlin und an der Volksbühne Berlin, wo er ab 1967 zum stellvertretenden künstlerischen Leiter berufen wurde. 1969 kam er als Dozent an die Schauspielschule Berlin, wo er bis zu seiner Emeritierung 1988 als Professor für Schauspiel wirkte. Ab 1970 arbeitete er auch für das Fernsehen als Regisseur sowie auch als Darsteller. Er gestaltete von 1960 bis 1988 insgesamt 80 Vortragsabende der Reihe „Dichterwort - Sprache der Welt“ des Kulturbundes Dresden. Die Manuskripte wurden der Sächsischen Landes- und Universitätsbibliothek aus dem Teilnachlass übergeben.
Ottofritz Gaillard war verheiratet mit der Schauspielerin Waltraut Haschke. Er starb am 25. Mai 2006 im Alter von 91 Jahren in Berlin.

## Darstellung Gaillards in der bildenden Kunst
- Bernhard Kretzschmar: Bildnis Otto Fritz Gaillard (Bleistift-Zeichnung, 28,5 × 41,7 cm, 1961)[10]

## Filmografie

### Darsteller
- 1969: Die Zeichen der Ersten (Fernsehfilm)
- 1970: Chicago-Computer (Fernsehreihe: Erlesenes Folge 12)
- 1971: Stille (Fernsehreihe: Erlesenes: Folge 14)
- 1971: Peter Henleins Uhr (Fernsehspiel)
- 1972: Die Vielredner und Das Wundertheater (Fernsehtheater Halle-Moritzburg)
- 1973: Aus dem Leben eines Taugenichts
- 1973: Stülpner-Legende (Fernsehserie: Die Falle)
- 1974: Die erste Nacht – 24 Stunden aus dem Leben einer jungen Ärztin (Fernsehfilm)
- 1975: Das unsichtbare Visier (Fernsehserie: Folge 6)
- 1976: Die Forelle (Fernsehfilm)
- 1977: Tod und Auferstehung des Willhelm Hausmann (Fernsehfilm)
- 1977: Der Staatsanwalt hat das Wort: Eine Drachme aus Syrakus (Fernsehreihe)
- 1978: Des Henkers Bruder
- 1978: Leise flehen meine Lieder (Fernsehspiel)
- 1985: Der Sohn des Schützen (Fernsehserie: Teil 3, Der Tanzbär)
- 1987: Polizeiruf 110: Abschiedslied für Linda (Fernsehreihe)

### Regisseur
- 1959: Der Alchimist  (Fernsehinszenierung)
- 1964: Das Abendgericht (Fernsehspiel)
- 1965: Wochenendurlaub (Fernsehspiel)
- 1965: Der Fall Summertrees (Fernsehspiel)
- 1966: Die Stützen der Gesellschaft  (Fernsehinszenierung)
- 1970: Caesar und Cleopatra (Theateraufzeichnung)

## Theater (Regie)
- 1954: Alfred de Musset: Man spielt nicht mit der Liebe – (Staatstheater Schwerin)
- 1956: Gerhart Hauptmann: Fuhrmann Henschel – (Staatstheater Dresden)
- 1956: Jean Anouilh: Colombe – (Schauspielhaus Dresden)
- 1957: Friedrich Schiller: Kabale und Liebe – (Staatstheater Dresden)
- 1957: Alfred de Musset: Man soll nichts verschwören –  (Schauspielhaus Dresden)
- 1957: Hans Pfeiffer: Laternenfest – (Staatstheater Dresden)
- 1957: George Bernard Shaw: Kapitän Brassbounds Bekehrung – (Staatstheater Dresden)
- 1957: Nikolai Ostrowski: Eine Dummheit macht auch der Gescheiteste  – (Staatstheater Dresden)
- 1958: William Shakespeare: Macbeth -(Staatstheater Dresden)
- 1958: Bertolt Brecht: Furcht und Elend des Dritten Reiches -(Staatstheater Dresden)
- 1959: George Bernard Shaw: Frau Warrens Gewerbe – (Schauspielhaus Dresden)
- 1958: Lew Tolstoi: Krieg und Frieden –  (Schauspielhaus Dresden)
- 1959: Maxim Gorki: Wassa Schelesnowa – (Staatstheater Dresden)
- 1960: Lajos Mesterházi: Menschen von Budapest – (Staatstheater Dresden)
- 1960: Georg Kaiser: Nebeneinander – (Schauspielhaus Dresden)
- 1961: Johann Wolfgang von Goethe: Torquato Tasso – (Schauspielhaus Dresden)
- 1961: Bertolt Brecht: Die heilige Johanna der Schlachthöfe – Regie mit Hannes Fischer (Staatstheater Dresden)
- 1961: Bertolt Brecht: Die Gesichte der Simone Machard – (Staatstheater Dresden)
- 1961: Ferdinand Raimund: Der Alpenkönig und der Menschenfeind – (Staatstheater Dresden)
- 1962: Helmut Sakowski: Steine im Weg – (Maxim-Gorki-Theater Berlin)
- 1963: Michael Mansfeld: Einer von uns – Regie mit Hans-Dieter Meves (Volksbühne Berlin – Theater im 3. Stock)
- 1964: Carlo Goldoni: Mirandolina – (Volksbühne Berlin)
- 1965: Curt Goetz: Hokuspokus – (Volksbühne Berlin – Theater im III. Stock)
- 1967: Henrik Ibsen: Nora – (Maxim-Gorki-Theater Berlin)
- 1967: George Bernard Shaw: Cäsar und Cleopatra – (Volksbühne Berlin)
- 1968: Arthur Fauquez: Barbarossa und die Sonnenblumeninsel – (Volksbühne Berlin)
- 1970: George Bernard Shaw: Cäsar und Cleopatra – (Königliches Flämisches Schauspielhaus Brüssel, Belgien)
- 1973: George Bernard Shaw: Der Teufelsschüler – (Staatstheater Dresden)
- 1974: Moliere – Der Tartüff – (Staatstheater Dresden)

## Hörspiele
- 1980: Karl-Heinz Jakobs: Casanova in Dux (Friedrich II.) – Regie: Barbara Plensat (Hörspiel – Rundfunk der DDR)

## Schriften
- 1941: Hans Rehberg, der Dichter der „Preußendramen“. Inaugural-Dissertation, Philosophische Fakultät der Universität Rostock. Carl Hinstorffs Buchdruckerei Seestadt Rostock
- 1946: Das deutsche Stanislawski-Buch – Autor (Aufbau-Verlag)
- 1947: Almanach der Thüringer Theaterschau  Ergebnisse und Folgerungen – Autor  (Thüringer Volksverlag)
- 1948: Almanach der Thüringer Theaterschau  Ergebnisse und Folgerungen – Autor (Verlag Werden und Wirken)
- 1948: Zur Eröffnung des Deutschen Nationaltheaters Weimar nach dem Wiederaufbau an Goethes 199. Geburtstag 28. August 1948 – Mitautor (Thüringer Volksverlag)
- Die realistischen Traditionen der deutschen Schauspielkunst – Autor (Tribüne-Verlag)
- 1954: G. Kristi: Stanislawskis Weg zur Oper – Deutsche Fassung und Bearbeitung (Henschel-Verlag)
- 1960: Gestaltung und Gestalten, Jahrbuch der Staatstheater Dresden, 11. Folge 1955–1958, Kabale und Liebe: S. 29–35  – Mitautor (Verlag Staatstheater Dresden, Generalintendanz)
- 1962: Gestaltung und Gestalten, Jahrbuch der Staatstheater Dresden, 12. Folge 1958–1961, Die heilige Johanna der Schlachthöfe: S. 69–77 – Mitautor (Verlag Staatstheater Dresden, Generalintendanz)
- 1981: Ebert, G. und R. Penka (Hrsg.): Schauspielen. Handbuch der Schauspielerausbildung – Mitautor (Henschelverlag)
- 1995: Sein oder Nichtsein. Theatergeschichten,  Staatsschauspiel Dresden 1913 bis heute, Hinter dem Vorhang  – S. 55-65  (Verlag: Staatsschauspiel Dresden und Sächsische Zeitung)
- 2003: Krummacher C (Hrsg.): Fünfzig Jahre Schauspieler-Ausbildung in Leipzig 1953-2003  – Mitautor (Verlag: Hochschule für Musik und Theater „Felix Mendelssohn-Bartholdy“ Leipzig, Druckhaus Naumburg)

## Auszeichnungen
- 1962: Goldene Ehrennadel der Gesellschaft für Deutsch-Sowjetische Freundschaft[11]